# Hồ Liên
Hồ Liên (胡璉; 1907–1977) là một vị tướng Trung Hoa Quốc dân đảng, từng tham gia Chiến tranh Bắc phạt, các chiến dịch bao vây chống cộng, Chiến tranh Trung-Nhật và Nội chiến Trung Hoa.

## Trường Võ bị Hoàng Phố
Ông tốt nghiệp cùng khóa với Lâm Bưu, một trong những tư lệnh Cộng sản tài ba nhất. Nhiều tư lệnh tương lai của Trung Hoa cũng tốt nghiệp khóa này, như Đỗ Duật Minh, Phạm Hán Kiệt và Tôn Nguyên Lương.

## Chiến tranh Trung-Nhật
Hồ là trung đoàn trưởng trong Sư đoàn 11 tham dự Trận Thượng Hải. Ông bị thương vài lần (có lần bị trúng một viên đạn xuyên qua hàm) và được thăng lên sư đoàn trưởng sau trận đánh. Theo kế hoạch đánh chiếm Tứ Xuyên, Lục quân Đế quốc Nhật Bản tấn công Tây Hồ Bắc, hi vọng tiêu diệt được căn cứ địa cuối cùng của Tưởng Giới Thạch. Quân đoàn 18 vừa thành lập do Hồ chỉ huy đẩy lui được quân Nhật. Nhờ chiến công này, ông được thưởng Huân chương Thanh thiên bạch nhật, danh dự cao nhất dành cho một tư lệnh Trung Hoa Dân Quốc.

## Chiến dịch Hoài Hải
Nhờ thành tích chiến đấu ấn tượng, đơn vị của Hồ được triển khai ở miền Trung và Đông Trung Hoa làm lực lượng tiên phong. Ông rất thành công khi giao chiến với lực lượng cộng sản, thậm chí các tư lệnh cộng sản như Lưu Bá Thừa và Túc Dụ từng chịu thất bại trước đội quân này. Ngay trước Chiến dịch Hoài Hải năm 1948, cha ông mất, bản thân ông cũng bị bệnh đau răng, nên không thể ra mặt trận. Khi Binh đoàn 12 bị quân Cộng sản bao vây tại An Huy, Hồ đích thân chỉ huy một chiến dịch giải cứu và thoát khỏi vòng vây cùng tàn quân. Sau 7 ngày rút lui, ông về đến Nam Kinh và được Tưởng Giới Thạch giao nhiệm vụ tái tổ chức Binh đoàn 12.

## Đài Loan

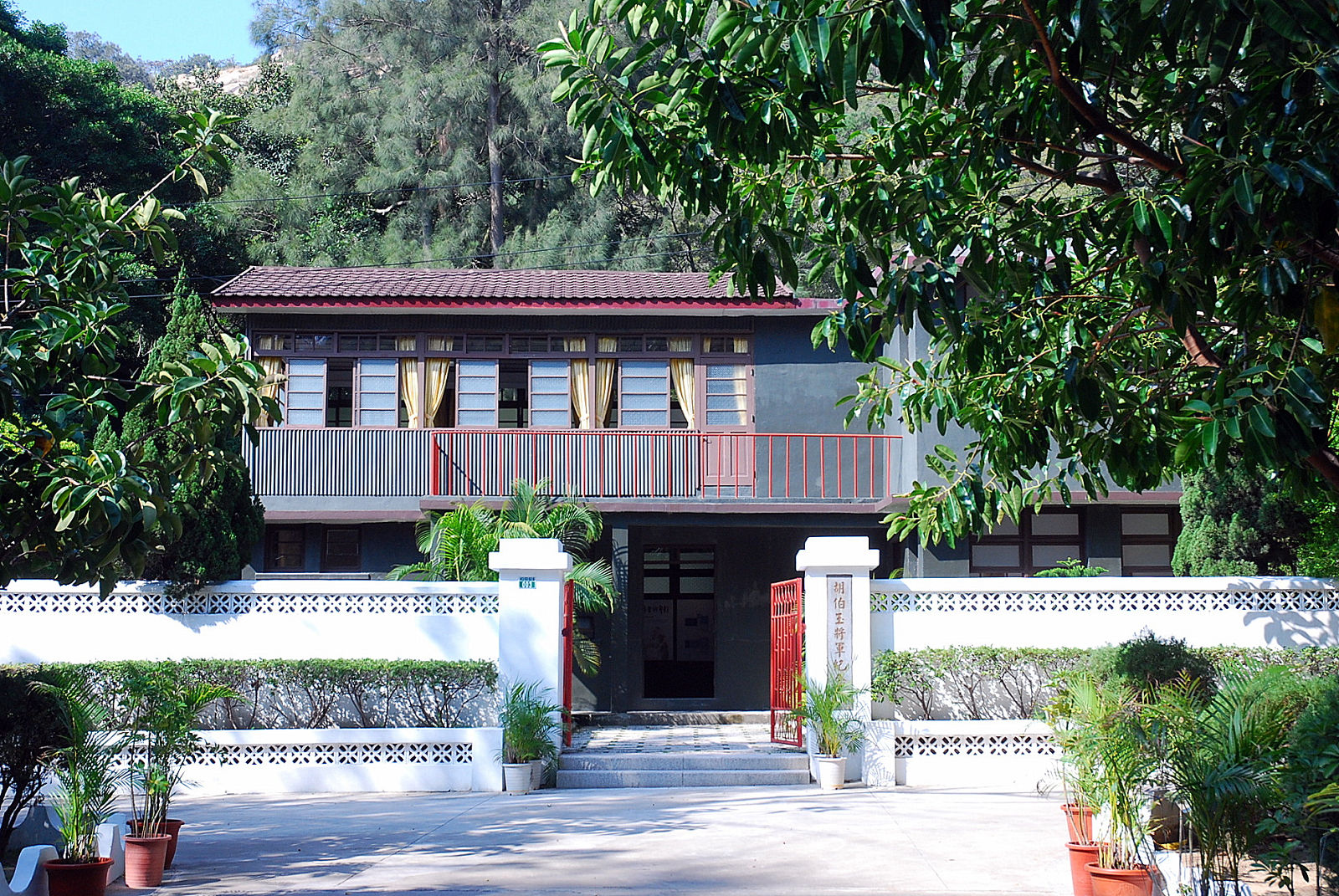
Nhà của Hồ Liên ở Kim Môn

Ông 2 lần được bổ nhiệm là Tư lệnh phòng thủ Kim Môn. Tưởng Giới Thạch rất tin cậy ông, thậm chí còn tặng cho ông một thanh kiếm nạm bạc. Nhưng vì Hồ không thích nịnh bợ cấp trên, ông thăng tiến rất chậm; ông cũng xung khắc với Tưởng Kinh Quốc do 2 người vốn không ưa nhau từ lâu. Hồ có vai trò quan trọng trong quan hệ Trung Hoa Dân Quốc – Việt Nam, từng là Đại sứ Đài Bắc tại Sài Gòn, Nam Việt Nam từ năm 1964-1972; đây là một phần của chiến lược chia sẻ các kinh nghiệm chống cộng sản với các quốc gia trong khu vực. Ông cuối cùng cũng được thăng hàm tướng 4 sao năm 1975 sau 50 năm trong quân ngũ. Hồ mất năm 1977 vì suy tim, được chôn cất tại Kim Môn, nơi ông đánh bại lực lượng Cộng sản vào năm 1949 và 1958.